# Innico d'Avalos d'Aragona
Innico d'Avalos d'Aragona (né en 1535/1536 à Naples, dans l'actuelle région de Campanie, alors dans le royaume de Naples et mort le 20 février 1600 à Rome) est un cardinal italien du XVIe siècle. Le cardinal Gaspar Dávalos de la Cueva (1544) est d'une autre branche de la famille.

## Biographie
Innico d'Avalos d'Aragona est le fils d'Alfonso de Ávalos et de Maria d’Aragona.
Innico d'Avalos d'Aragona est chevalier de l'ordre de Saint-Jacques et chancelier du royaume de Naples.
Il est créé cardinal par le pape Pie IV lors du consistoire du 26 février 1561. D'Aragona est administrateur de Turin et gouverneur d'Orvieto et de Bénévent. En 1566 il est nommé évêque de Mileto et est consacré le 13 octobre de la même année par le pape Pie V avec comme co-consécrateurs Giacomo Savelli et Niccolò Caetani. D'Aragona est camerlingue du Sacré Collège en 1578-1579 et nommé vice-doyen du Collège des cardinaux en 1591.
Le cardinal d'Aragona participe aux conclaves de 1565-1566 (élection de Pie V), de 1572 (élection de Grégoire XII) et de 1585 (élection de Sixte V), aux deux conclaves de 1591 (élection d'Urbain VII et de Grégoire XIV) et au conclave de 1592 (élection de Clément VIII).

## Succession apostolique
Innico d'Avalos d'Aragona a ordonné les évêques suivants :
- Évêque Francesco Cittadini (it) (1569)
- Évêque Girolamo Rustici (1570)
- Évêque Aurelio Zibramonti (it) (1583)
- Archevêque Maffio Venier (it) (1583)
- Cardinal Scipione Gonzaga (1585)